# 8 Femmes ½
Ne doit pas être confondu avec Huit Femmes (film).
Pour plus de détails, voir Fiche technique et Distribution.
8 Femmes ½ (8 ½ Women) est un film britannique réalisé par Peter Greenaway, sorti en 1999.

## Synopsis
Attristé par la mort de sa femme, un riche industriel transforme sa maison en bordel afin d'alléger son chagrin.

## Fiche technique
- Titre : 8 Femmes ½
- Titre original : 8 ½ Women
- Réalisation : Peter Greenaway
- Scénario : Peter Greenaway
- Photographie : Sacha Vierny
- Production : Kees Kasander
- Société de distribution : Films sans frontières (France)
- Pays de production : Royaume-Uni
- Format : Couleurs - 1,66:1 - 35 mm - Son Dolby
- Genre : Comédie dramatique
- Durée : 118 minutes
- Date de sortie en France: 25 août 1999

## Distribution
- John Standing : Philip Emmenthal
- Matthew Delamere : Storey Emmenthal
- Vivian Wu : Kito
- Annie Shizuka Inoh : Simato
- Barbara Sarafian : Clothilde
- Kirina Mano (ja): Mio
- Toni Collette : Griselda / Sister Concordia
- Amanda Plummer : Beryl
- Natacha Amal : Giaconda the Baby Factory
- Manna Fujiwara : Giulietta / Half Woman
- Polly Walker : Palmira
- Elizabeth Berrington : Celeste, servante d'Emmenthal
- Myriam Muller : Marianne, servante d'Emmenthal
- Don Warrington : Simon
- Claire Johnston : Amelia, la femme de Philip
- Dean Harrington:  homme d'affaires americain